# Leptosphaerulina arachidicola
Leptosphaerulina arachidicola är en lavart som beskrevs av W.Y. Yen, M.J. Chen & K.T. Huang 1956. Leptosphaerulina arachidicola ingår i släktet Leptosphaerulina, ordningen Pleosporales, klassen Dothideomycetes, divisionen sporsäcksvampar och riket svampar.   Inga underarter finns listade i Catalogue of Life.